# Tjuvarnas jul
Tjuvarnas jul var  2011 års julkalender i SVT. Programmet vann Kristallen 2012 för "Årets barn- och ungdomsprogram" och utgavs på DVD den 14 november samma år.
Julkalendern var tänkt att vara i Charles Dickens anda och spelades in på Skansen och i lägenheter från 1800-talet. Julkalendern är skriven av Stefan Roos och Per Simonsson. Andra skådespelare är Elisabet Carlsson och Claes Månsson.

## Handling
Serien utspelar sig i Stockholm under 1800-talet. Huvudrollen spelas av Gustaf Hammarsten som ficktjuven Kurre som träffar sin åttaåriga dotter Charlie, spelad av Tea Stjärne, för första gången under julsäsongen. Kurre ingår i en stöldliga som kallas för Klappsnapparna och den leds av den ondskefulla Madame Bofvén. Egentligen är det bara Madame Bofvén själv som är elak medan de andra utnyttjas av henne. Det visar sig att Madame Bofvén själv tar för sig av det finaste tjuvgodset och hon har samlat på sig en skattkammare full med dyrbarheter. Flickan Charlie ansluter sig till Klappsnapparna i början men det är till Kurre hon håller sig. Det visar sig snart att Charlie både är smartare och duktigare än de andra. Tack vare henne börjar livet ordna sig för Kurre och han träffar Gerda som han förlovar sig med. Charlie ser Gerda som en tänkbar mamma och Kurre som pappa. Kurre får anställning som jultomte på stans stora varuhus. Han anställs av den hårda och högdragna direktörskan på varuhuset. Men efter en tid visar det sig att direktörskan inte bara är osympatisk, hon är en riktig skurk också, värre än Madame Bofvén. Direktörskan utnyttjar stadens barnhem för slavarbete och tjänar själv stora pengar på detta.
Stadens polis kallas för svarthjälmar, eftersom deras huvudbonader är svarta pickelhuvor.

## Rollista
- Gustaf Hammarsten – Kurre
- Tea Stjärne – Charlie
- Elisabet Carlsson – Gerda
- Siw Carlsson – Madame Bofvén
- Maria Kim – Skuggan
- Bert Gradin – Bongo
- Carl Carlswärd – Trollet
- Jonas Hellman-Driessen – Kommissarie Lönnroth
- Thomas Hedengran – Konstapel Jönsson
- Göran Forsmark – Konstapel Jansson
- Claes Månsson – Barnhemsföreståndaren
- Anne Kulle – Direktörskan
- Birgitta Sundberg – Barnavårdstanten
- Emilie Nyman – Agnes
- Peter Eriksson – Rupert
- Bengt Krantz – Borgmästaren
- Bertil Norström – Polismästaren
- Carl-Magnus Dellow – Rektor Leander
- Fredrik Ohlsson – Magistern

## Papperskalender
Årets papperskalender ritades av Pelle Magnestam och föreställer figurerna från serien i tjuvarnas gränd. Baksidan föreställer några efterlysningslappar som fladdrar i vinden.

## Mottagande
Serien sågs i genomsnitt av 1 887 000 tittare per avsnitt, vilket blev den högsta siffran sedan mätningarna inleddes 1994.

## Uppföljare
En fristående fortsättning i form av långfilmen Tjuvarnas jul – Trollkarlens dotter. hade premiär den 14 november 2014.